# Gonorynchiformes

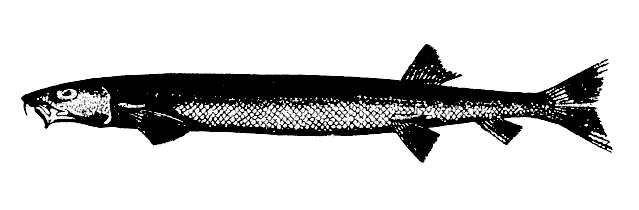
Gonorynchus greyi

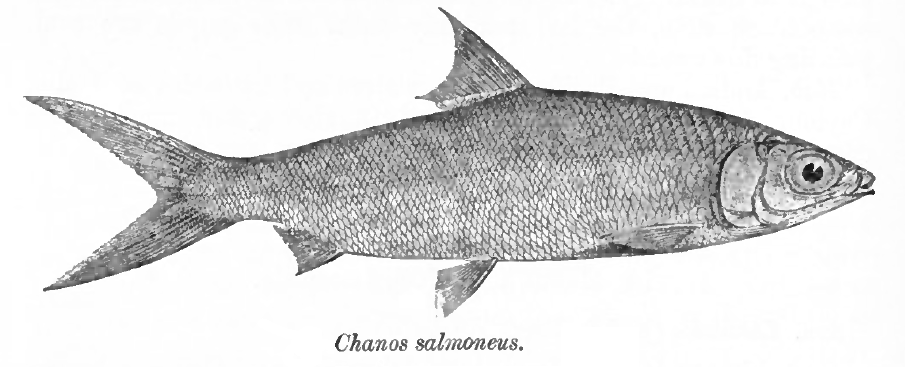
Chanos salmoneus

A Gonorynchiformes a sugarasúszójú csontos halak közé tartozó rend.

## Rendszerezés
A rendbe az alábbi alrendek, családok, nemek és fajok tartoznak.

### Chanoidei
A Chanoidei alrendbe 1 család tartozik
- Chanidae – 1 nem
  - Chanos (Lacépède, 18039) – 1 faj
    - Chanos chanos

### Gonorynchoidei
A Gonorynchoidei alrendbe 1 család tartozik
- Gonorynchidae
  - Gonorynchus (Scopoli, 1777) – 5 faj
    - Gonorynchus abbreviatus
    - Gonorynchus forsteri
    - Gonorynchus gonorynchus
    - Gonorynchus greyi
    - Gonorynchus moseleyi

### Knerioidei
A Knerioidei alrendbe 1 család tartozik
- Kneriidae – 4 nem
  - Cromeria (Boulenger, 1901) – 1 faj
    - Cromeria nilotica

  - Grasseichthys (Géry, 1964) – 1 faj
    - Grasseichthys gabonensis

  - Kneria (Steindachner, 1866) – 13 faj
    - Angolai csík (Kneria angolensis)
    - Kneria ansorgii
    - Kneria auriculata
    - Kneria katangae
    - Kneria maydelli
    - Kneria paucisquamata
    - Kneria polli
    - Kneria ruaha
    - Kneria rukwaensis
    - Kneria sjolandersi
    - Kneria stappersii
    - Kneria uluguru
    - Kneria wittei

  - Parakneria (Poll, 1965) – 14 faj
    - Parakneria abbreviata
    - Parakneria cameronensis
    - Parakneria damasi
    - Parakneria fortuita
    - Parakneria kissi
    - Parakneria ladigesi
    - Parakneria lufirae
    - Parakneria malaissei
    - Parakneria marmorata
    - Parakneria mossambica
    - Parakneria spekii
    - Parakneria tanzaniae
    - Parakneria thysi
    - Parakneria vilhenae

- Phractolaemidae 1 nem tartozik a családba
  - Phractolaemus (Boulenger, 1901)
    - Phractolaemus ansorgii